# Alla Helgons katedral, Prayagraj
Alla Helgons katedral, även känd som Patthar Girja (Stenkyrkan), är en anglikansk katedral som ligger i staden Prayagraj i Uttar Pradesh, norra Indien.

## Kyrkobyggnaden
Lämplig tomtmark för kyrkbygget ordnades av viceguvernör William Muir. Alla Helgons katedral uppfördes i nygotisk stil efter ritningar av arkitekt Sir William Emerson. Samme arkitekt gjorde även ritningarna till Victoria Memorial i Calcutta. År 1887 invigdes katedralen och fyra år senare blev den färdigställd. Katedralen är 72 meter lång, 16 meter bred och består av ett långhus med ett centraltorn.
Altaret är av marmor. Predikstolen är tillverkad av alabaster efter ritningar av kyrkans arkitekt.